# Copa Federación Centro
La Coppa Federación Centro (in spagnolo Copa Federación Centro) è stata una competizione calcistica organizzata dalla federcalcio spagnola tra il 1922-23 e il 1943-44.
La Coppa Federación Centro metteva di fronte le migliori squadre della Federazione Centro in gare a eliminazione diretta o in finali uniche. Sono cinque le edizioni conosciute, ma non si esclude che ce ne siano state altre sotto diverse denominazioni.

## Albo d'oro
| Anno                                  | Vincitore              | Finalista              | Risultato              |
| Copa Federación Centro                | Copa Federación Centro | Copa Federación Centro | Copa Federación Centro |
| ------------------------------------- | ---------------------- | ---------------------- | ---------------------- |
| 1922-23                               | Real Madrid            | Atlético Madrid        | 6-2                    |
| 1927-28                               | Real Madrid            | Atlético Madrid        | 3-0                    |
| Copa Castilla                         |                        |                        |                        |
| 1933-34                               | Nacional Madrid        | Atlético Madrid        | 4-3                    |
| Copa Presidente Federación Castellana |                        |                        |                        |
| 1940-41                               | Atlético Aviación      | Real Madrid            | 3-1                    |
| 1943                                  | Real Madrid            | Atlético Aviación      | 5-0                    |

## Titoli per club
| Squadra         | Trofei | Finali perse | Edizioni vinte   |
| --------------- | ------ | ------------ | ---------------- |
| Real Madrid     | 3      | 1            | 1923, 1928, 1943 |
| Atlético Madrid | 1      | 4            | 1941             |
| Nacional Madrid | 1      | -            | 1934             |